# Duque Bacelar
Duque Bacelar is een gemeente in de Braziliaanse deelstaat Maranhão. De gemeente telt 10.827 inwoners (schatting 2009).